# Альма Карлін
Альма Іда Вілібальда Максиміліана Карлін (словен. Alma Ida Wilibalda Maximiliana Karlin; 12 жовтня 1889, Целе, — 15 січня 1950, Печовник) — словенсько-австрійська мандрівниця, письменниця, поетеса, колекціонер, поліглот і теософістка.

## Життєпис
Альма Карлін народилася в штирійському місті Целє (нині частина Словенії), яке на той час входило до Австро-Угорщини. Вона була дочкою Якоба Карліна, майора австро-угорської армії, і вчительки Вілібальди Міхеляк. Її батько помер, коли Альмі було вісім років. Альма зростала в середовищі, в якій переважаючою мовою була німецька, і вважала себе головним чином австрійкою, а не етнічною німкенею або словенкою.
Після закінчення середньої школи в Граці вона вирушила до Лондона, де продовжила свою освіту. Вона вивчала англійську, французьку, латинську, італійську, норвезьку, данську, фінську, російську та іспанську мови. У наступні роки вона також вивчала перську, китайську та японську мови. Альма Карлін також провела півроку в Парижі, де відвідувала різні мовні курси в Сорбонні. Саме в той час вона почала роботу над своїм (неопублікованим) словником десяти мов, включаючи словенського.
На початку Першої світової війни в 1914 році Карлін довелося переїхати до Швеції та Норвегії, оскільки вона вважалася персоною нон грата у Великій Британії через своє австрійсько-угорське громадянство. У Скандинавії вона познайомилася зі шведською письменницею Сельмою Лагерлеф, яка була настільки вражена Карлін та її творчістю, що висувала її на Нобелівську премію.
У 1919 році Альма Карлін повернулася додому, в Целє, який тоді вже входив до складу Королівства Югославія. Однак майже відразу ж після цього вона почала збирати гроші для наступної подорожі. З цією метою Карлін відкрила мовну школу Целє, де викладала щоденно до десяти годин, а у вільний час займалася живописом і письменством. 24 листопада 1919 року вона знову покинула рідне місто, відправившись на цей раз у девятилітню навколосвітню подорож. Карлін відвідала Південну і Північну Америки, тихоокеанські острови, Австралію та різні азійські країни. Останнім пунктом в її навколосвітній подорожі стала Індія.
У січні 1928 року на прохання вмираючої матері Альма Карлін повернулася додому, будучи сама змученою фізичною недугою і глибокою депресією. Більше вона ніколи не подорожувала. Велику частину часу вона присвячувала письменству. Близько 1934 року Карлін почала проявляти живий інтерес до вивчення теософії. У наступні роки, особливо під час Другої світової війни, вона долучилася до католицизму.
Альма Карлін описала свою подорож у сотнях звітів, опублікованих у різних журналах і газетах, включаючи «Cillier Zeitung», газету німців в Целє, і німецькі «Neue Illustrierte Zeitung» та «Der Deutschen Bergknappe». Повернувшись додому, вона написала чимало художніх та нехудожніх творів. Вона писала німецькою мовою до приходу нацистів до влади в Німеччині, коли вона відмовилася від німецької на знак протесту. У Німеччині її книги спалювалися нацистами. Карлін також писала англійською для англомовних областей. У 1937—1938 роках франко-німецький журналіст і антинацистський письменник Ганс Йоахім Бонсак переховувався в її будинку.
Незабаром після вторгнення країн «Осі» до Югославії в квітні 1941 року і німецької окупації нижній Штирії Карлін була заарештована і відправлена до Марібору, де чекала екстрадиції до Сербії разом з тисячами словенців. Вона була звільнена завдяки активному втручанню своєї подруги Теї Гамелен. Вона змогла повернутися до Целє, де залишалася під домашнім арештом. Навесні 1944 року вона вирішила бігти до південної словенської області Біла Карніола, яка контролювалася словенським партизанами. Незважаючи на важку хворобу, комуністи-партизани не дозволили їй вилетіти до окупованого союзниками місто Барі на півдні Італії. Замість цього її перевезли в Далмацію, де вона залишалася до кінця війни, після чого повернулася до Целє.
Альма Карлін померла від раку грудей і туберкульозу 14 січня 1950 року в селі Печовник, в околицях Целє, і була похована поряд з Тею, єю Шрайбер Гамелен (1906—1988) на Светинському кладовищі.
В результаті своєї діяльності Альма Карлін мимоволі стала ще і колекціонером та етнологом. Більшість предметів, придбаних нею під час подорожей, вона відправляла додому, де пізніше заснувала невеликий приватний музей. Деякі з експонатів в даний час знаходяться в регіональному музеї Целє. Багато її робіт ще не опубліковані; більшість з них зберігаються в Національній та університетській бібліотеці Словенії і в Берлінській державній бібліотеці.
Біографічний роман про Альму Карлін «Громадянка світу» (нім. Die Weltbürgerin) опублікував словенський письменник Мілан Деклева